# Chiesa di San Pietro (Tuili)
La chiesa di San Pietro Apostolo è la parrocchiale di Tuili, situata in piazza Chiesa. L'edificio ospita al suo interno il retablo cinquecentesco del Maestro di Castelsardo, detto Retablo di Tuili o Retablo di San Pietro, opera considerata tra le massime espressioni artistiche del Rinascimento in Sardegna.

## Storia e descrizione
L'edificio venne eretto nel XV secolo e consacrato il 7 maggio 1489. Poco rimane della fabbrica quattrocentesca, in stile gotico catalano, in quanto la chiesa venne ampiamente rimaneggiata nei secoli successivi.
La facciata presenta coronamento a doppia inflessione. Sulla sinistra si eleva il campanile, a canna quadra, sormontato da un cupolino su tamburo ottagonale. L'interno della chiesa, a pianta rettangolare, presenta un'unica navata, tre cappelle per lato e presbiterio sopraelevato. L'aula, il presbiterio e cinque cappelle presentano volta a botte, mentre la terza cappella a sinistra, accessibile tramite un arco ogivale su capitelli scolpiti, ha volta a crociera costolonata stellare; questo ambiente è ciò che rimane dell'originario edificio quattrocentesco.
La chiesa custodisce interessanti arredi marmorei, come l'altare maggiore, il pulpito barocco del 1783 e la balaustra del presbiterio, realizzata tra il 1808 e il 1811. L'altare maggiore venne commissionato alla fine del XVIII secolo ai marmorari Domenico e Santino Franco dal rettore Felice Maria Mura e collocato nel presbiterio nel 1800; è in stile tardo barocco, realizzato in marmo bianco con intarsi, decorato con bassorilievi e le statue di san Pietro in cattedra, al centro, e dei santi Paolo e Andrea ai lati.
La prima cappella a destra dall'ingresso, dedicata alla Madonna del Carmine, custodisce dal 1800 l'imponente Retablo detto di Tuili o di San Pietro del Maestro di Castelsardo (originariamente collocato sul presbiterio). L'opera venne eseguita in occasione della consacrazione della chiesa, su commissione dei coniugi Giovanni e Violante Santa Cruz, signori di Tuili, e completata entro il 4 giugno 1500, giorno nel quale i Santa Cruz sottoscrissero l'atto notarile per il pagamento del retablo terminato. Il retablo, costituito da tavole lignee dipinte ad olio a tempera separate da cornici dorate di stile gotico, misura cinque metri e mezzo di altezza per tre e mezzo di larghezza. Sulla predella sono raffigurati episodi della vita di Pietro e, nei tre pannelli del tabernacolo, la Risurrezione di Cristo, San Gregorio e San Clemente. Sopra, la tavola centrale in basso reca dipinta la Madonna col Bambino in trono, circondati da angeli, mentre superiormente si trova la Crocefissione di Gesù. Nei due scomparti laterali a destra sono raffigurati San Giacomo il Maggiore e San Paolo, nei due a sinistra San Michele Arcangelo e San Pietro, mentre sui polvaroli sono dipinti San Gregorio Magno, Sant'Ambrogio, Giovanni l'evangelista, Francesco d'Assisi, Dio Padre tra l'Arcangelo Gabriele e la Vergine annunziata, Sant'Antonio, San Matteo, San Marco e Sant'Agostino d'Ippona.
Nella cappella di San Giovanni Battista è custodito il Retablo della Pentecoste, datato 1534 e di autore ignoto. L'opera, che forse in origine era conservata in un'altra chiesa, è di dimensioni poco maggiori rispetto al Retablo del maestro di Castelsardo. Al centro si trova una nicchia, contenente una scultura lignea di san Giovanni Battista, del 1797, opera di Antioco Diana. Attorno alla nicchia sono disposte le tavole dipinte, con rappresentazioni della Pentecoste e di episodi della vita di Gesù e di Maria. Sui polvaroli sono dipinti i re di Israele, mentre nella predella sono nove santi, dipinti da una mano diversa rispetto all'autore degli altri quadri.
La chiesa custodisce anche un organo Mancini del 1753. Gli affreschi che ornano le pareti furono realizzati tra il 1944 e il 1946 da Battista Scano e dai fratelli Tolu, artisti cagliaritani.